# Comuna Anija
Anija este o comună (vald) din Comitatul Harju, Estonia. Resedința comunei este orașul Kehra. În afară de reședință, comuna mai cuprinde un număr de 31 de localități. Localitatea a fost locuită de germanii baltici.

## Localități componente

### Reședința
- Kehra

### Sate
În paranteză este dată denumirea germană a respectivelor localități.
- Aavere (Hafersdorf)
- Alavere (Allafer)
- Anija (Hanniecken)
- Arava (Arawa)
- Härmakosu (Hermakosso)
- Kaunissaare (Kaunissar)
- Kehra (Kedder)
- Kihmla (Kimbel)
- Kuusemäe (Kussemäggi)
- Lehtmetsa (Lechtmetz)
- Lilli (Lillemois)
- Linnakse (Linnax)
- Looküla (Looküll)
- Lükati (Krayenberg)
- Mustjõe (Mustjäggi)
- Paasiku (Pasik)
- Parila (Pargel)
- Partsaare (Partsar)
- Pikva (Pickwa)
- Pillapalu (Pillapahl)
- Rasivere (Rassefer)
- Raudoja (Raudey)
- Rooküla (Rohküll)
- Salumetsa (Sallometz)
- Salumäe (Sallomäggi)
- Soodla (Sodel)
- Uuearu (Neuarro)
- Vetla (Wettel)
- Vikipalu (Wickenpahl)
- Voose (Wosel)
- Ülejõe (Illejoch)